# パトリック・クラーク
- ベルベティーン・ドリーム
- ヴェルヴェティーン・ドリーム

パトリック・クラークJr.（Patrick Clark Jr.、1995年8月19日 - ）はアメリカ合衆国のプロレスラー。ワシントンD.C.出身。WWEの傘下団体であるNXTにベルベティーン・ドリーム（The Velveteen Dream）のリングネームで所属。
女子レスラーであるアンバー・ロドリゲスは従姉妹になる。

## 来歴

### インディー団体
2014年6月、メリーランド州を拠点とするMCW（Maryland Championship Wrestling）が運営するMCWトレーニングセンターに入門。プロレスラーを目指してトレーニングを開始。10月3日、MCW Waldorf Warfare 2014にてプロレスラーデビューを果たす。カイ・カタナと対戦するが敗戦。同月11日、アファ・アノアイがペンシルベニア州にて主宰するWXW（World Xtreme Wrestling）のWXW C4 Zoostock Cancer Benefitに参戦。ジェイ・フレッディーと対戦するが敗戦。11月14日、MCW Autumn Armageddon Tourにてアンドリュー・スティールと対戦。プロレスラーとしてのキャリア初勝利を飾る。同月、リー・グリーンとサドンインパクト（Sudden Impact）なるタッグチームを結成。12月31日、CZWの登竜門的イベントであるCZW Dojo Wars 17にスラッガー・クラーク（Slugger Clark）のリングネームで参戦。レノン・ダフィーのリングネームで参戦した相棒であるリー・グリーンと対戦。最後にサンセットフリップを決められ敗戦。
2015年4月24日、MCW Spring Fever Tour 2015にてリー・グリーンとのタッグでパンクロック・オールスターズ（ドレイク・カーター & ショーン・キャノン）と対戦して勝利。5月16日、ニュージャージー州を拠点とするPWM（Pro Wrestling Magic）に参戦。ミサイル・アサルト・アント & プロレタリアート・ボア・オブ・モルドバと対戦して勝利。

### Tough Enough
2015年4月、メジャー団体であるWWEが有望なるスターを発掘する育成プログラムであるTough Enoughに参加。6月に最終選考へのトライアウトで40名のうちの1人に選出される。同月12日、最終選考の13人のうちの1人として選出され本戦に進出。同月23日より最終選考を兼ねてUSAネットワークで放送開始されたリアリティ番組形式のTough Enough 6にて10代の若さと身体能力の高さに一定以上の評価を得ていたものの、若さ故に他の参加者に対して生意気な態度を取り、謙虚さがなかったとして第5週目で失格となった。

### インディー団体
Tough Enough参加後、2015年8月9日、マイキー・ウィップレックがニューヨーク州にて主宰するNYWC（New York Wrestling Connection）と長与千種が主宰するMarvelous USAの合同イベントである風林火山・其の壱に参戦。MCW時代のパートナーであるリー・グリーンからリングネームを変更したリオ・ラッシュ、デビッド・スターと3wayマッチを行い勝利。同月15日、ペンシルベニア州を拠点とするLCW（Lancaster Championship Wrestling）のタッグトーナメントであるKeystone Cup 2015にリオ・ラッシュとサドンインパクトを再結成して出場。1回戦でパーティーアニマルズ（ブライアン・キーゼル & トニー・マスク）を破り、準決勝では実力者同士であるジョナサン・グリシャム & シェーン・ストリックランドを相手に勝利。金星を手にする。決勝ではROHにて活躍するハウス・オブ・トゥルース（ジェイ・ディーゼル & ドノヴァン・ダイジャック）と対戦するが敗戦し、準優勝という結果に終わった。10月3日、MCW Tribute To Legends 2015にてリオ・ラッシュと組んでMCWタッグ王座を保持するエックトラージュ（ダーティー・マニー & エリック・チャペル）、ヘルキャッツ（ジミー・スターズ & セクシー・スティーブ）と3wayタッグマッチを行い勝利。ベルトを奪取した。

### WWE

#### NXT
2015年10月、Tough Enough参加時にトレーナーを務めたリタから評価されていた事によりWWEとディベロップメント契約を交わし入団。育成施設であるWWEパフォーマンスセンターにてトレーニングを開始。
2016年2月5日、傘下団体であるNXTのNXT Liveにて登場。リディック・モスを相手にデビュー戦を行うが敗戦した。10月5日、NXTにて初登場。リッチ・スワンと対戦。試合中盤にスパイン・バスターを決める場面があったが最後にスワンキックからハンドスプリング・ムーンサルトプレスへと繋げられ敗戦した。
2017年5月24日、NXTにてリングネームをベルベティーン・ドリーム（The Velveteen Dream）に変更して登場。ロバート・アンソニーと対戦。最後にダイビング・エルボー・ドロップを決めて勝利した。10月11日、インディー時代の盟友であるリオ・ラッシュと対戦。ラッシュの素早い動きに翻弄され、ティルト・ア・ワールDDTを喰らい窮地に陥る場面もあったが、フォールを返すと攻勢に転じてカートウィール・デスバレー・ドライバーからパープル・レインメーカーへと繋いで勝利した。
2018年1月27日、Takeover: Philadelphiaにてカシアス・オーノと対戦。打撃戦を展開する中、終盤にオーノよりリップコード・ローリング・エルボーを決められようとしたところ切り返してカートウィール・デスバレー・ドライバーからパープル・レインメーカーへと繋いで勝利した。
2019年1月30日、放送の収録でNXT北米王者のジョニー・ガルガノに挑戦。勝利して王座を戴冠した。
2021年5月にWWEを解雇された。前年にセクハラ疑惑とバックステージでの度重なる素行不良があり、20年12月を最後に試合を行っていなかった。

## 得意技

### フィニッシュ・ホールド

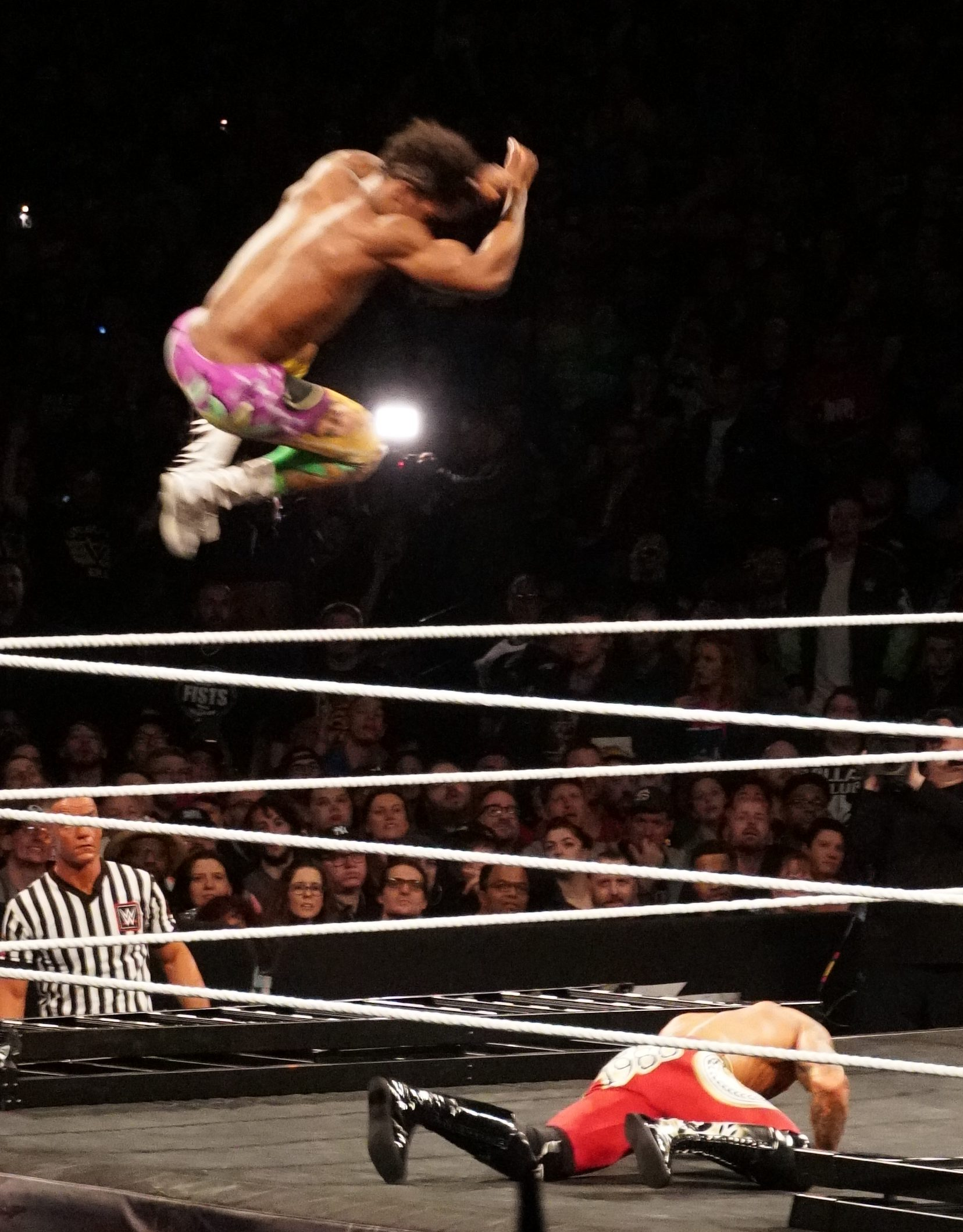
パープル・レインメーカー
フィニッシャー。ダイビング・エルボードロップ。
ドリーム・デスバレー・ドライバー
旧名カートウィール・デスバレー・ドライバー
相手をファイヤーマンズキャリーの体勢で担ぎ上げ、そのままの状態で側転で相手ごと横一回転して体重を浴びせながら相手の頭から背中をマットに叩きつける変形のデスバレー・ボム。雪崩式で放つバージョンも使用。

### 打撃技
エルボー
エルボー・スマッシュ
エルボー・スタンプ
バックエルボー
ナックルパンチ
バック・ハンド・チョップ
チョップ・スマッシュ
クローズライン
パワーライン
ランニング・クローズライン
ドロップキック
延髄斬り
スーパーキック
ビッグブーツ
レッグ・ドロップ

### 投げ技
スープレックス
スーパープレックス
ベリー・トゥー・ベリー・バック・スープレックス
抱え上げ式バックドロップ
ジャーマンスープレックス
フェイマサー
変型ギロチン・エース・クラッシャー
スピニング・スパインバスター
DDT
ドリーム・DDT
スイング・スパイクDDT
正面から組み付いた相手を右膝の上に乗せ、頭部を右脇下に抱え込み、そこから自らの体を捻り、横回転しながら背面から倒れ込んで相手を脳天からマットに突き刺すスイング式のスパイクDDT。

### 関節技
ボストンクラブ
ハーフボストンクラブ
フィギュア・フォー・レッグロック

### フォール技
バックスライド
スモール・パッケージホールド
ジャックナイフ・ホールド

## 獲得タイトル

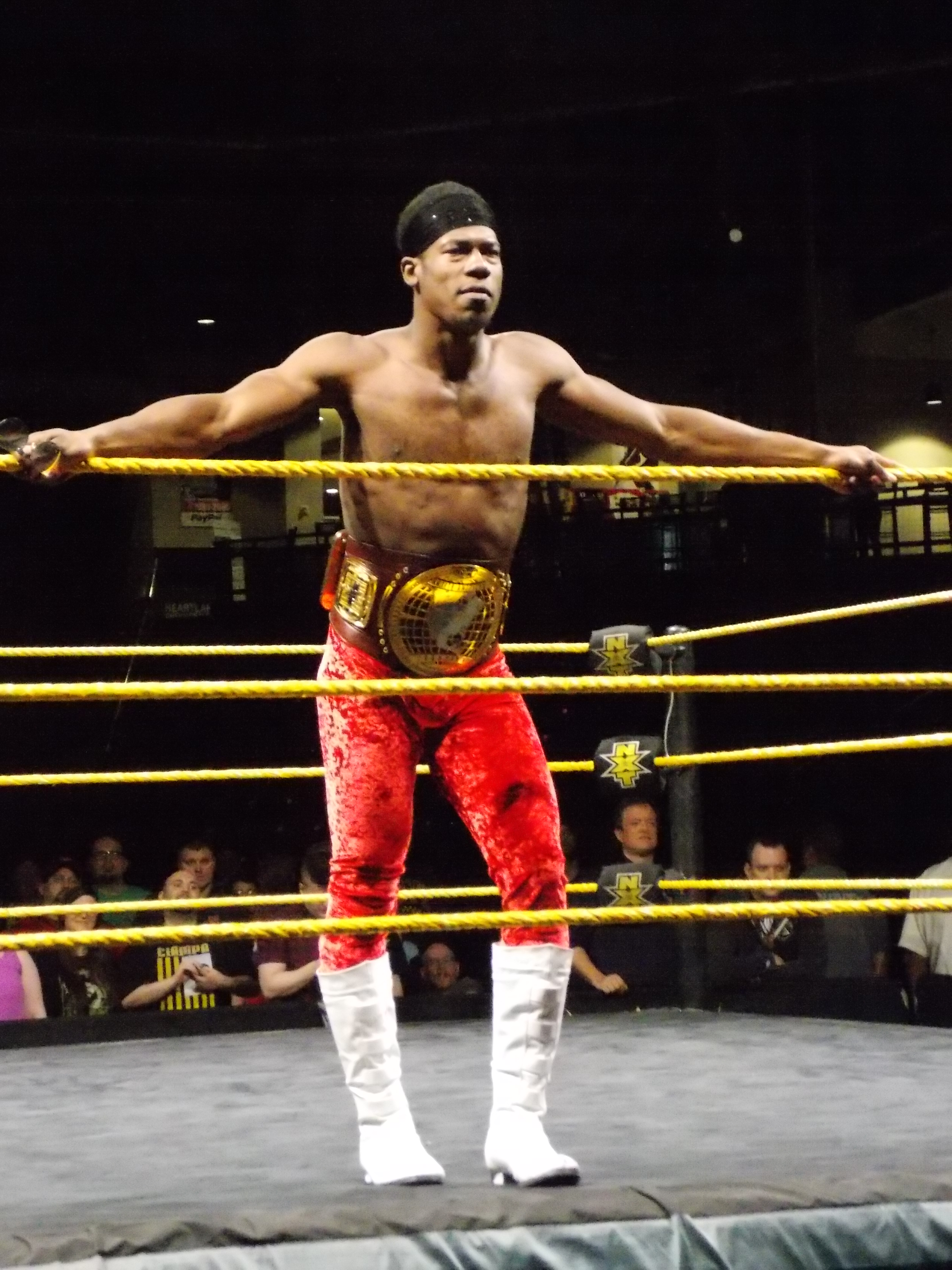
NXT北米王座

WWE
- NXT北米王座 : 1回（第4代）

MCW
- MCWタッグ王座 : 1回（第44代）

w / リオ・ラッシュ